# Vladímir Txernavin
L'Almirall de Flota Vladímir Txernavin (rus: Влади́мир Никола́евич Черна́вин)  (Mikolaiv, 22 d'abril de 1928 - Moscou, 18 de març de 2023) va ser un comandant en cap de la Marina Soviètica entre 1985 i 1992.

## Biografia
Vladímir Txernavin va néixer a Mikolaiv, Ucraïna. Entre 1942 i 1944 va estudiar a l'Escola de Mecànica Ulianovs, i ingressà a l'Acadèmia Naval Preparatòria de Bakú el 1944, fins al 1947, i es graduà a l'Acadèmia Superior Naval Frunze de Leningrad el 1951. Va ser oficial executiu a un submarí el 1951 i esdevingué comandant del submarí classe Novembre K-21 al 1959. Estudià a l'Acadèmia Militar d'Estat Major entre 1962 i 1965 i esdevingué comandant de la 3a divisió de submarins el 1967, comandant flotilles de submarins a la Flota del Nord. Entre 1967 i 1969 estudia a l'Acadèmia General de les Forces Armades Voroixilov. Entre juliol de 1969 i febrer de 1972 comanda la 19a divisió de submarins, i entre desembre de 1972 i setembre de 1973 és cap de l'Estat Major dels submarins de la Flota del Nord.
El 1977 va ser nomenat Cap de l'Estat Major de la Flota del Nord Bandera Roja, comandant-la entre 1977 i 1981, va rebent el títol d'Heroi de la Unió Soviètica el 1981. Entre 1981 i 1985 va ser Cap de l'Estat Major Principal/Primer Adjunt del Comandant en Cap de la Marina Soviètica, passant a ser comandant en cap de la Marina Soviètica en retirar-se el llegendari Sergei Gorxkov, així com viceministre de Defensa. Entre 1986 i 1991 és membre del Comitè Central del PCUS (era membre del Partit Comunista des del 1949) i diputat del Soviet Suprem. Entre febrer i agost de 1992 és Comandant de l'Armada i Comandant Adjunt dels Aliats de la CEI, quan passa a estat a disposició del Ministre de Defensa i es retirà el 1993; i des del seu retir president l'Associació de Submarinistes Soviètics.

## Condecoracions
- Heroi de la Unió Soviètica
- Orde de Lenin (2)
- Orde de la Revolució d'Octubre
- Orde de la Bandera Roja
- Orde de l'Estrella Roja (2)
- Orde del Mèrit de la Marina
- Orde de Valentia